# Nacaduba calauria
Dark Ceylon 6-Lineblue (Nacaduba calauria) là một loài bướm ngày thuộc họ Bướm xanh, được tìm thấy ở Nam Á.